# Azhari Mohamed Ali
Azhari Mohamed Ali (en arabe : أزهري محمد علي ; né le 19 novembre 1954) est un poète et activiste soudanais qui écrit en arabe dialectal,.

## Biographie
Azhrai Mohamed Ali naît le 19 novembre 1954 dans le village d'Al-Makniyah, El Matamma (ar), dans l'État du Nil, au nord du Soudan. Il perd ses parents alors qu'il n'a que quatre ans. Il commence sa vie comme ouvrier dans l'usine textile d'Al-Hasaheisa (ar), puis forme un duo d'écrivains avec Mostafa Sid Ahmed (en) et Wad Al-Maqboul,.

Ali écrit beaucoup sur la révolution soudanaise et les manifestations. L'un de ses poèmes, Thawra (« Révolution »), devient populaire parmi certains manifestants, l'un de ses vers, « La balle ne tue pas. Ce qui tue, c'est le silence du peuple. » étant devenu un slogan bien connu. Déjà scandé par les manifestants lors des manifestations soudanaises de 2018 et avant cela lors des manifestations soudanaises de 2011 à 2013,, il acquiert une célébrité mondiale après qu'une manifestante, Alaa Salah, le scande lors d'une manifestation le 8 avril 2019, un moment capté par des caméras et notamment l'appareil photographique de Lana Haroun dans sa célèbre photographie Kandake of the Sudanese Revolution. Elle chante :

« Ils nous ont brûlés au nom de la religion.

Révolution

Ils nous ont tués au nom de la religion.

Révolution

Ils nous ont emprisonnés au nom de la religion.

Révolution

Mais la religion n'est pas à blâmer.

Révolution

Mais l'islam est innocent. L'islam nous dit de nous exprimer et de lutter contre les tyrans.

La balle ne tue pas. Ce qui tue, c'est le silence du peuple. »

Lors des manifestations soudanaises de 2021, Ali est agressé physiquement par la police. Selon Ali, les policiers l'ont frappé avec un drapeau qu'il portait, l'ont frappé à la main ou avec une matraque, ont déchiré ses vêtements tout en criant un torrent de phrases blessantes et obscènes.
Le fils d'Ali, Zaryab, est mort le 10 juillet 2021 à Paris des suites d'un cancer. Le frère d'Ali est mort un an plus tard, en septembre 2022.

## Œuvre
Deux recueils de ses œuvres ont été publiés Waddaha et Toobaa lil Ghurabaa, chez The Blissful Strangers.